# 海拋五星旗保釣行動
海拋五星旗保釣行動是指2012年7月3日，中華保釣協會執行長黄锡麟等人参与的一次保钓运动。

## 经过
2012年7月3日，中華保釣協會執行長黄锡麟等人从新北市出发乘坐「全家福號」渔船在中華民國海巡署船只的保护下前往钓鱼岛海域宣示主权。海巡署称7月4日7时许，保钓船到达离钓鱼岛1.7海里处时遭遇日本公务船。8时许，日方要求登船但在海巡署船只的保护下未能实现。海巡署也以電子看板打出「這裡是中華民國領海」字樣以宣示主權。1小时后，“全家福”号返航。黄锡麟表示此次行动非常成功。但由于未能成功登岛，他最终将此行所带的五星红旗丢在海上。日本方面对此行动向臺灣表示抗议，但臺灣政府拒绝接受抗议。
黃錫麟聲稱本來有準備中華民國國旗，但「匆忙出海時忘了帶，船上也剛好沒有準備，下次一定會記得帶國旗出海。」然而依規定臺灣漁船均應備有國旗，因此引起爭議。但黃錫麟於中國評論新聞採訪時卻聲稱：「解決釣魚台主權問題要靠中國大陸，只有中國大陸能夠拿回釣魚台，台灣拿與大陸拿都是一樣，保釣的目的就達到了，這是世界華人保釣聯盟的宗旨。」報導中他強調「前往釣魚台海域丟五星旗宣示主權」，有評論認為其言論明顯投合了大陸的政治觀點。

## 事后
事后，這些人攜帶五星旗卻未拿中華民國國旗的舉動，引起臺灣輿論譁然，持續在台灣各大討論區、論壇發酵。有網友批評「其實保釣只是幌子，宣示台灣是中國的一部份才是真的」
中華民國總統府副發言人表示，馬英九對保釣人士的作法感到不可思議，也強調絕對不能認同，已請行政院要求相關機關檢討，防類似事情再次發生。國會議長王金平則對此事表示「簡直匪夷所思」，太不可思議了。民進黨主席蘇貞昌則表示痛心。
在大陆方面，2012年7月5日，中國官媒和网络论坛一致高調報導臺灣保釣人士黃錫麟「拋出五星旗，活動成功」、「只有大陸才能拿回釣魚島」的說詞。中华人民共和国外交部发言人刘为民於2012年7月表示“中方将继续采取必要措施坚决维护钓鱼岛主权”。